# Intel-7-Serie
Die Intel-7-Serie ist eine Serie von Mainboard-Chipsätzen der Firma Intel und Nachfolger der Intel-6-Serie. Die Chipsatzserie wird auch unter dem Codenamen „Panther Point“ geführt und unterstützt die Prozessoren der Ivy-Bridge-Generation. Der Chipsatz unterstützt den Sockel 1155.

## Beschreibung
Die Panther Point Chipsätze wurden von Intel offiziell am 8. April 2012, im Vorfeld der Markteinführung der Ivy-Bridge-Prozessoren, vorgestellt. Dabei stellt die Intel-7-Serie ein Refresh der Cougar Point Serie dar, die primär um den nativen USB-3.0-Support erweitert wurde.
Bereits am 14. November 2011 wurde von Intel der X79-Chipsatz für die Sandy-Bridge-E-Prozessoren präsentiert, der zwar zur Intel-7-Serie gezählt wird, aber nicht den Codenamen Panther Point, sondern Patsburg trägt. Es ist gleichzeitig der einzige Chipsatz der Serie, der für den Sockel 2011 ausgelegt ist.

## Modellübersicht
| Chipsatz | Marktsegment         | Offizieller Launch | Sockel    | System- Bus | PCIe       | PCIe                                          | PCIe            | PCI  | USB-Ports | USB-Ports | Serial-ATA-Ports   | Serial-ATA-Ports    | Serial-ATA-Ports       | CPU Performance Tuning | Flexible Display Interface | SSD- Caching | TDP   | vPro |
| Chipsatz | Marktsegment         | Offizieller Launch | Sockel    | System- Bus | CPU- Lanes | CPU-Lane- Aufteilung                          | Chipsatz- Lanes | PCI  | USB 2.0   | USB 3.0   | SATA-II (300 MB/s) | SATA-III (600 MB/s) | unterstützte RAID-Modi | CPU Performance Tuning | Flexible Display Interface | SSD- Caching | TDP   | vPro |
| -------- | -------------------- | ------------------ | --------- | ----------- | ---------- | --------------------------------------------- | --------------- | ---- | --------- | --------- | ------------------ | ------------------- | ---------------------- | ---------------------- | -------------------------- | ------------ | ----- | ---- |
| B75      | OEM-Desktop          | 8. Apr. 2012       | 1155 (H2) | DMI 2.0     | 16 (3.0)   | 1× 16                                         | 8 (2.0)         | ja   | 8         | 4         | 5                  | 1                   | keine                  | nein                   | ja                         | nein         | 6,7 W | nein |
| H77      | Low-End- Desktop     | 8. Apr. 2012       | 1155 (H2) | DMI 2.0     | 16 (3.0)   | 1× 16                                         | 8 (2.0)         | nein | 10        | 4         | 4                  | 2                   | 0, 1, 0+1, 5, 10       | nein                   | ja                         | ja           | 6,7 W | nein |
| Q75      | Business- Desktop    | 8. Apr. 2012       | 1155 (H2) | DMI 2.0     | 16 (3.0)   | 1× 16                                         | 8 (2.0)         | ja   | 10        | 4         | 5                  | 1                   | keine                  | nein                   | ja                         | nein         | 6,7 W | nein |
| Q77      | Business- Desktop    | 8. Apr. 2012       | 1155 (H2) | DMI 2.0     | 16 (3.0)   | 1× 16                                         | 8 (2.0)         | ja   | 10        | 4         | 4                  | 2                   | 0, 1, 0+1, 5, 10       | nein                   | ja                         | ja           | 6,7 W | ja   |
| Z75      | Mainstream- Desktop  | 8. Apr. 2012       | 1155 (H2) | DMI 2.0     | 16 (3.0)   | 1× 16 2× 8                                    | 8 (2.0)         | nein | 10        | 4         | 4                  | 2                   | 0, 1, 0+1, 5, 10       | ja                     | ja                         | nein         | 6,7 W | nein |
| Z77      | Performance- Desktop | 8. Apr. 2012       | 1155 (H2) | DMI 2.0     | 16 (3.0)   | 1× 16 2× 8 1× 8 + 2× 4                        | 8 (2.0)         | nein | 10        | 4         | 4                  | 2                   | 0, 1, 0+1, 5, 10       | ja                     | ja                         | ja           | 6,7 W | nein |
| X79      | High-End- Desktop    | 14. Nov. 2011      | 2011      | DMI 2.0     | 40 (3.0)   | 2× 16 + 1× 8 1× 16 + 3× 8 1× 16 + 2× 8 + 2× 4 | 8 (2.0)         | nein | 14        | keine     | 4                  | 2                   | 0, 1, 0+1, 5, 10       | ja                     | nein                       | nein         | 7,8 W | nein |